# Gao'an, Chongqing
Gao'an (kinesiska: 高安) är en köping i sydvästra Kina. Den ligger i Dianjiang härad i storstadsområdet Chongqing, omkring 120 kilometer nordost om det centrala stadsdistriktet Yuzhong. Antalet invånare är 49 218. Befolkningen består av 24 468 kvinnor och 24 750 män. Barn under 15 år utgör 24,0 %, vuxna 15-64 år 63 %, och äldre över 65 år 12,0 %.